# Madripoor
Il Principato di Madripoor o Madripoor è un'isola immaginaria situata nel sud-est asiatico che appare nei fumetti statunitensi pubblicati dalla Marvel Comics, per lo più associati alle storie della serie X-Men. Sulla base di illustrazioni, si trova nella parte meridionale dello Stretto di Malacca tra Singapore e Sumatra.

## Aspetti salienti
Madripoor compare per la prima volta nel ottobre del 1985, nel fumetto n. 32 The New Mutants. In seguito appare in diversi numeri di Wolverine, degli X-Men e di Occhio di Falco.
Madripoor è un'isola immaginaria apparentemente modellata sulla città-stato di Singapore. Sull'isola è presente solo la omonima capitale che si divide in due quartieri Hightown e Lowtown, ovvero una parte più ricca e una più povera. La sua costa è punteggiata da baie e insenature di acque profonde. Il centro dell'isola è un grande altopiano con ripide scogliere. Secondo le leggende, Madripoor poggia sulla testa di un drago gigante, grande come un continente insulare.

## Dati principali
- Lingue: inglese, francese e filippino[3].
- Valuta: Dollaro
- Religione: induismo[4]

## Altri media

### Serie
- Madripoor appare in una serie ambientata nel franchisee Marvel Anime:
  - In Marvel Anime: Wolverine, Shingen Yashida organizza il matrimonio di Mariko Yashida e Hideki Kurohagi nel Palazzo del Drago di Madripoor.
  - In Marvel Anime: Blade, l'omonimo personaggio e Makoto si dirigono a Madripoor alla ricerca di Deacon Frost. Lungo la strada, incontrano Wolverine, che li aiuta a fermare la Viper Gang dalla produzione di proiettili d'argento per l'organizzazione dei vampiri, Existence.
- Madripoor appare nell'episodio della serie animata Ultimate Spider-Man "Game Over". Arcade stabilisce una base sull'isola per accedere ai codici di controllo dei missili nucleari e iniziare la terza guerra mondiale. Tuttavia, viene sventato da Spider-Man, Capitan America e Wolverine.
- Madripoor compare anche nel Marvel Cinematic Universe (MCU), con episodio "PowerBroker" del live-action, The Falcon and the Winter Soldier

### Film
Madripoor appare nel film Anime, Avengers Confidential: La Vedova Nera & Punisher. Dove la Vedova Nera e il Punitore vengono inviati a Madripoor per fermare un'asta illegale di armi organizzata da Leviathan.